# Overton (Lancashire)
Overton – wieś w Anglii, w hrabstwie Lancashire, w dystrykcie Lancaster. Leży 74 km na północny zachód od miasta Manchester i 334 km na północny zachód od Londynu. W 2001 miejscowość liczyła 1015 mieszkańców.